# Bükkszenterzsébet
Bükkszenterzsébet es un pueblo del condado de Heves, Hungría.

## Historia
Según los datos disponibles, se cree que Bükkszenterzsébet pudo haber sido poblado durante el reinado de Andrés II, y tomó su nombre de la hija de Andrés II, Santa Isabel (Szent Erzsébet).
Su iglesia fue probablemente fundada por Farkas y Dávid, que formaban parte del séquito de la princesa, y en 1244 recibieron permiso del rey Béla IV para construir una iglesia en honor a su hermana.
El asentamiento figuraba en el registro de diezmos papales de 1332-1337 entre las parroquias del distrito de Heves con el nombre de Sancta Elisabeth, posteriormente, en 1451, figuraba como Egyházasszenterzsébet y en 1466 como Szenterzsébet. El asentamiento recibió su nombre actual en 1903.
A principios del siglo XX, vivían 1 087 residentes en 205 edificios residenciales, todos ellos húngaros, 2 de ellos luteranos, 24 israelitas y el resto católicos romanos.
En 1949 se unió a Tarnalelesz y en 1957 recuperó su independencia.

## Ciudades hermanadas
Bükkszenterzsébet está hermanada con:
- Eliseni, Rumanía